# Летвайлер
Летвайлер (нем. Lettweiler) — община в Германии, в земле Рейнланд-Пфальц.
Входит в состав района Бад-Кройцнах. Подчиняется управлению Майзенхайм. Население составляет 225 человек (на 31 декабря 2010 года). Занимает площадь 6,28 км².

## Политика

### Муниципальный совет
Муниципальный совет в Летвейлере состоит из шести членов совета, избранных большинством голосов на местных выборах 26 мая 2019 года и почетного мэра в качестве его председателя.

### Мэр
Мэр города — Фолькер Вагнер. На муниципальных выборах 26 мая 2019 года не было выдвинуто ни одного кандидата, поэтому его избрание было произведено муниципальным советом 26 июня 2019 года. Он является преемником Ганса-Вернера Лэмба.

## Экономика и инфраструктура
На территории общины сохранились древние виноградники. Виноградники принадлежат винодельческому региону Наэ.
Есть спортивная площадка и многоцелевой зал. На юго-востоке проходит федеральная автомагистраль 420. В Штаудернхайме находится железнодорожная станция железнодорожной линии Бинген-Саарбрюккен.